# Universitat de Nou Hampshire
La Universitat de New Hampshire, oficialment i en anglès University of New Hampshire (UNH ) és una universitat pública de recerca dels Estats Units d'Amèrica. Té el seu campus principal a la ciutat de Durham, Nou Hampshire. Va ser fundada el 1866 a Hannover i es va traslladar a Durham el 1893, adoptant el seu nom actual el 1923.
El campus de Durham consta de sis col·legis. Una setena universitat, la Universitat de New Hampshire a Manchester, ocupa el campus de la universitat a Manchester. La Facultat de Dret de la Universitat de Nou Hampshire es troba a Concord, a la capital de l'estat. La universitat forma part del Sistema Universitari de Nou Hampshire i és considerada una universitat amb recerca d'alt impacte.
El 2018 era considerada la universitat amb més estudiants de l'estat, amb més de 15.000 alumnes.